# 荷兰皇家地理学会
荷兰皇家地理学会（荷蘭語：Koninklijk Nederlandsch Aardrijkskundig Genootschap; ）是一个由荷兰地理学家和当地的地理爱好者所组成的组织。该学会定期赞助有关地理的讲座，同时还出版了名为《经济地理与人文地理》的杂志以及《地理学》杂志。该学会还拥有约135,000张地图和4500份地图册，这些收藏目前存放在阿姆斯特丹大学的图书馆中。

## 相关活动
荷兰皇家地理学会（KNAG）目前共有约3，300名成员。 该学会定期出版两份杂志：
- 经济地理与人文地理杂志 （出版语言为英语，是国际性的科学性刊物）
- 地理学（出版语言为荷兰语，专业的地理学刊物）

## 历史
该协会成立于1873年，借鉴了当时主要欧洲国家和地区的类似组织，譬如法国（1821年：巴黎社会学学会），英格兰（1830年：皇家地理学会），德国（柏林，1828年，1836年法兰克福，慕尼黑， 1869年，不来梅1870年汉堡，1873年，莱比锡1861年）和俄罗斯（圣彼得堡）1845年）。 Pieter Johannes Veth是KNAG的第一任主席。而比利时的一个兄弟协会协会（安特卫普和布鲁塞尔）成立于1876年。当时，荷兰的国力非常强盛，而政治和经济实力只是其中的一小部分。在当时普遍存在的帝国主义和殖民主义精神的驱使下，荷兰地理学会发展的根本目的也是为了满足殖民扩张。
当时，该组织的成员不仅是科学家，还有政治和商业界的精英人士（如银行家，工厂主，船主和商船船长）。该学会既有经济上的作用，还发挥了重要的科学使命。学会曾对南非内陆的荷兰农民和北美的土著人民（当时称为印第安人）的地区进行了考察。这些考察活动通常是与殖民地和殖民商业组织（例如，荷兰殖民地科学研究促进会（MNK）和苏里南协会）合作建立的，并且通常需要多年的准备。